# Tinthia xanthospila
Tinthia xanthospila là một loài bướm đêm thuộc họ Sesiidae. Nó là loài duy nhất được tìm thấy ở type-specimen, was collected at Cedar Bay in Queensland.
Chiều dài cánh trước khoảng 7 mm đối với con đực.